# Simon van Peraea
Simon van Peraea was een Joods opstandeling die stierf in 4 v.Chr. Hij riep zichzelf uit tot koning; of hij daarmee ook een messiaspretedent was, is niet duidelijk.
Flavius Josephus en Tacitus schreven over hem. Simon was een slaaf van Herodes de Grote, die stierf in 4 v.Chr. Simon was groot en sterk. Hij zette een diadeem op zijn hoofd en liet zich door de omstaanders tot koning uitroepen. Hij stichtte brand in het koninklijk paleis van Jericho. Hij stichtte nog andere branden en liet zijn volgelingen plunderen. De bevelhebber van Gratus van de infanterie van Herodes ging samen met Romeinse soldaten van gouverneur Publius Quinctilius Varus achter hem aan. Het kwam tot een gevecht, waarbij de volgelingen uit Perea dapper vochten, maar ongeoefend als ze waren, werden verslagen. Simon vluchtte in de vallei, maar Gratus haalde hem in en onthoofdde hem.